# Cleopatra (Elisabetta Sirani)
Cleopatra è un dipinto della pittrice italiana Elisabetta Sirani, realizzato nel 1664 e ubicato in una collezione privata a Modena. 

## Descrizione
Il dipinto raffigura Cleopatra VII nell'atto di inserire il suo orecchino di perla, che secondo Plinio il Vecchio valeva 10 milioni di sesterzi, in una coppa d'aceto per scioglierlo e berne il liquido, per trionfare nella scommessa fatta con Marco Antonio, in cui avrebbe vinto spendendo una fortuna per il banchetto di una sola sera. Nonostante la vicenda abbia a che fare, appunto, anche con il triumviro romano, la pittrice scelse di celebrare solamente la sovrana egizia.
Con il rapporto che la pittrice crea fra il pronunciato chiaroscuro e i colori piuttosto vividi, vengono messi parzialmente in evidenza il volto, il collo, il seno, il braccio destro e le mani di Cleopatra, in sintonia con lo scintillio degli orecchini, uno dei quali è mantenuto nella mano destra, della coppa e del vaso che è nello sfondo. La stessa coppa è un esempio delle grandi capacità tecniche dell'artista, in questo caso nel riprodurre la trasparenza del vetro con efficace realismo.
È visibile un pentimento in una cancellatura sotto il braccio destro.